# Mackay (geslacht)

Wapen Mackay

Mackay is een van oorsprong Schotse familie waarvan leden sinds 1815 tot de Nederlandse adel behoren.

## Geschiedenis
De stamreeks begint met Iye MacEth, chief van de uit Moray en Ross Strathnaver gekomen clan Morgan. Zijn zoon Iye Mor MacEth werd geboren omstreeks 1263. Zijn nazaat Donald Mackay (ca. 1590-1640) werd in 1616 door koning Jacobus I van Engeland tot ridder geslagen, op 18 maart 1627 werd hij door koning Karel I van Engeland verheven tot baronet of Nova Scotia en bij patent van 20 juni 1628 tot baron Reay of Reay (peerage van Schotland).
Een kleinzoon van de laatste, de Schotse brigade-generaal Aeneas Mackay (1666-1697), huwde 1692 te Tiel een Nederlandse vrouw, Margaretha Puchler (1671-1761), dochter van de garnizoenscommandant van Tiel. Aeneas Mackay was een zoon van de Schotse edelman John Mackay (1612-1680), 2e baron Reay of Reay. Zijn zoon Daniël (1696-1745) werd evenals zijn vader commandant van de Schotse Brigade in Statendienst; hij sneuvelde in 1745 tijdens de Oostenrijkse Successieoorlog. Zijn nazaten bleven gedeeltelijk in de Nederlanden wonen. Ook diverse nakomelingen kozen voor een militaire loopbaan.
In 1815 en 1816 werden leden van het geslacht verheven in de Nederlandse adel, terwijl een verzoek om inlijving werd afgewezen daar men toen van mening was dat buitenlandse adel in het Verenigd Koninkrijk niet erkend werd (en reciprociteit was en is een voorwaarde voor inlijving). Later, in 1822 verkregen twee leden de titel van baron bij recht van eerstgeboorte. In 1858 verkregen verschillende leden van het geslacht homologatie van de titel van baron op alle afstammelingen (een onjuistheid, daar homologatie gekoppeld is aan inlijving). In 1875 verkreeg het toenmalig hoofd der Nederlandse familie, Æneas Mackay (1806-1876), door het uitsterven van de hoofdtak in Schotland de titel baron Reay of Reay

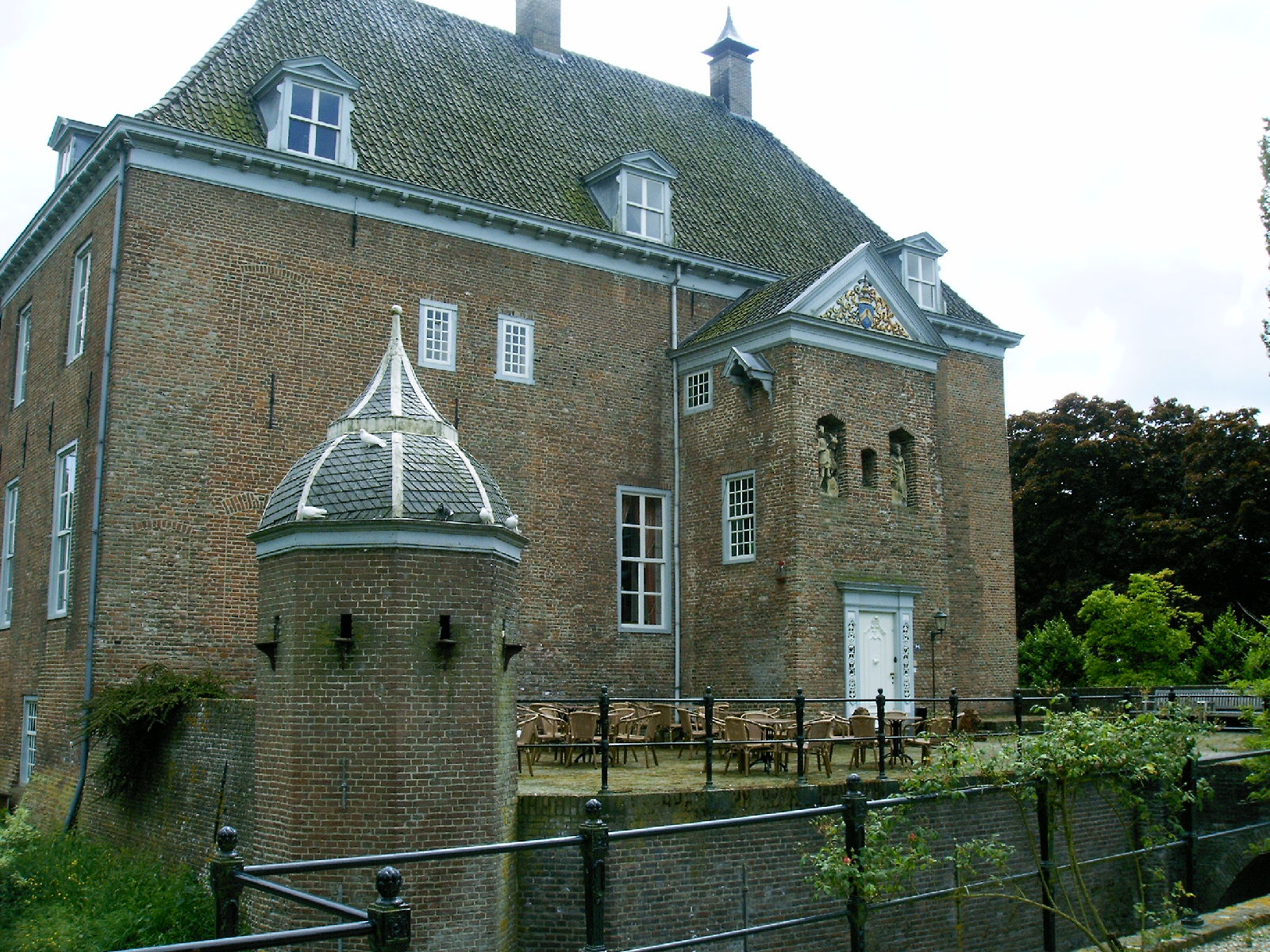
Kasteel Ophemert gezien schuin vanaf de siertuin.

De in Arnhem geboren Aeneas Alexander baron Mackay, heer van Ophemert en Zennewijnen (1905-1963), 13e baron Reay of Reay, chief van de clan Mackay, liet zich in 1938 naturaliseren tot Brits onderdaan en werd lid van het Hogerhuis. Daarmee werd hij de eerste van een tak die zich vanuit Nederland terug in Groot-Brittannië vestigde. Zijn zoon Hugh William baron Mackay (1937-2013), 14e baron Reay of Reay, was lid van het Hogerhuis (1963-2013) en van het Europees Parlement (1973-1979). Hij woonde zowel in Engeland als op kasteel Ophemert (dat door een huwelijk in 1763 in de familie Mackay kwam). Zijn zoon Aeneas Simon baron Mackay (1965), 15e baron Reay of Reay, is sinds 2019 lid van het Hogerhuis. 
De familie Mackay is een van de weinige geslachten die deel uitmaken van zowel de Nederlandse als de Britse adel. In 1984 verscheen een familiegeschiedenis, geschreven door Daniël baron Mackay.

## Enkele telgen
Aeneas Mackay (1734-1807), kolonel Schotse brigade in Statendienst; trouwde in 1763 Ursulina Philippina van Haeften (1734-1793), dochter van Barthold van Haeften, heer van Wadenoyen, Ophemert, Zennewijnen en Delwijnen
- Cornelis Anne baron Mackay (1769-1841), wethouder van Zutphen, lid provinciale staten van Gelderland
- Arnolda Margaretha barones Mackay, vrouwe van Blitterswijck, Wanssum en Meerlo (1771-1849); trouwde in 1790 met Barthold de Cocq van Haeften, heer van Blitterswijk en Wanssum (1755-1808), lid van de familie Van Haeften waardoor kasteel Ophemert in 1844 in de familie Mackay kwam
- Barthold Johan Christiaan baron Mackay, heer van Ophemert en Zennewijnen (1773-1854), lid Provinciale Staten van Gelderland; trouwde in 1802 met jkvr. Henriette van Renesse (1775-1839), lid van de familie Van Renesse
  - Æneas Mackay, heer van Ophemert en Zennewijnen (1806-1876), 10e baron Reay of Reay (2 juni 1875), Baronet of Nova Scotia (1806-1876), Tweede Kamerlid, vice-president Raad van State, minister van Staat
    - mr. Donald Jacob baron Mackay, heer van Ophemert en Zennewijnen (1839-1921), 11e baron Reay of Reay, baron Reay of Durness (1881) (1839-1921), Tweede Kamerlid, lid Hogerhuis

  - jhr. mr. Johan François Hendrik Jacob Ernestus Mackay (1807-1846), burgemeester van Wisch en lid Provinciale Staten en Gedeputeerde Staten van Gelderland
    - Æneas baron Mackay (1838-1909), Tweede Kamerlid, voorzitter Tweede Kamer, minister, voorzitter ministerraad, minister van Staat
      - mr. Eric baron Mackay (1870-1921), 12e baron Reay of Reay, Baronet of Nova Scotia
        - Aeneas Alexander baron Mackay, heer van Ophemert en Zennewijnen (1905-1963), 13e baron Reay of Reay, lid House of Lords
          - Hugh William baron Mackay (1937-2013), 14e baron Reay of Reay, lid House of Lords
            - Aeneas Simon baron Mackay (1965), 15e baron Reay of Reay, lid House of Lords
              - Alexander Shimi Markus Mackay (2010), Master of Reay

    - mr. Theodoor Philip baron Mackay (1840-1922), Tweede Kamerlid, president Algemene Rekenkamer
      - Constantijn Willem Ferdinand baron Mackay (1870-1955), burgemeester van Ermelo
        - Jacqueline Jeannette barones Mackay (1899-1979), lid Onderwijsraad; trouwde in 1946 met jhr. mr. Johan Fredrik Theodoor van Valkenburg (1877-1975), bestuurder en lid van de familie Van Valkenburg

      - mr. Aeneas baron Mackay (1872-1932), lid van de gemeenteraad van ‘s-Gravenhage en van provinciale staten van Zuid-Holland
        - Daniël baron Mackay (1900-1969), ambtenaar en waarnemend secretaris van de Hoge Raad van Adel
        - Theodoor Philip baron Mackay (1911-2001), burgemeester van Rolde, Hengelo (Gld.), Voorst
        - Erica barones Mackay (1916-2010); trouwde in 1974 met jhr. mr. Gerard Beelaerts van Blokland, heer van Blokland (1908-1997), plaatsvervangend secretaris-generaal van het ministerie van Buitenlandse Zaken, lid van de familie Beelaerts

      - Daniël baron Mackay (1878-1962), burgemeester van Voorburg, Medan (Ned.-Indië). Enkhuizen,  Meppel